# Jozef Mensalt
Jozef (Jos) Mensalt (Grimbergen, 22 juni 1926 - Grimbergen, 18 juni 2000) was van 1970 tot 1991 burgemeester van de gemeente Grimbergen.
Hij was gehuwd met Eliane Bogaerts.
Dankzij Mensalt werd de Liermolen gespaard van de sloophamer nadat de Meulebeekse verkavelingsfirma Matexi plannen had om de molen en omgeving te verkavelen. Tijdens zijn bestuur werd ook de eeuwenoude traditie van de Sint-Servaasommegang in 1976 weer hernomen, nadat deze tijdens de Tweede Beeldenstorm in de jaren 1960 tijdelijk niet meer georganiseerd werd.
In zijn bestuursperiode werd ook het Museum voor de Oudere Technieken (MOT) opgericht.
Zijn zoon Tom Mensalt is ook actief in de Grimbergse politiek.